# チョゴリ
チョゴリ (저고리、jeogori、赤古里・襦) は、韓国・朝鮮の民族衣装（韓服）で、男女共に着る上衣である。
ユ (유、yu、襦)、ポクサム (복삼、boksam、複衫)、ウィヘ (위해、uihae、尉解) とも呼ぶ。チョゴリの語源はモンゴル語である。チョゴリとユ（襦）は別語だが、チョゴリに襦の漢字を当てることもある。

## 構造
和服に似た打合せの前開きだが、胸元にリボン状のオッコルム (옷고름、otgoreum) が縫い付けられており、左右のオッコルムを結んで前を留める。右側のオッコルムは非常に長く、結んだ余りを下に垂らす。ただし、近年はボタンなどで留め、オッコルムは飾りにすぎないこともある。打合せは、男女とも右前である（中国の漢服や日本の和服と同じ）。
袖は筒袖の長袖。
袷になっており、表は絹か木綿、裏はは薄手の木綿である。
伝統的な色は、男性は白で、女性は未既婚等により色が決まっていた。　　　　　　　　　　　　

## チョゴリのバリエーション
チョクサム（적삼、jeoksam、赤衫）
袷のチョゴリに対し単衣。夏に着られる。
タンウィ (당의、dangui、唐衣）
かつて貴婦人が礼服に着たチョゴリ。前後に垂れがあるのが特徴で、チマチョゴリの上に着用する。

## 組み合わせ
チョゴリに合わせ、女性は巻きスカートのチマ（치마、chima）を着用し、合わせてチマチョゴリと呼ぶ。男性はズボン状のパジ（바지、baji）を穿き、合わせてパジチョゴリと呼ぶ。

## 関連文献
- 第2部 検証4「朝鮮時代の女性は乳房を出して歩いていた」水野俊平『笑日韓論』（フォレスト2545新書） フォレスト出版 2014年7月6日 ISBN 978-4894519527